# Eugenia rojasiana
Eugenia rojasiana är en myrtenväxtart som först beskrevs av Carlos Maria Diego Enrique Legrand, och fick sitt nu gällande namn av Joáo Rodrigues de Mattos. Eugenia rojasiana ingår i släktet Eugenia och familjen myrtenväxter.
Artens utbredningsområde är Paraguay. Inga underarter finns listade i Catalogue of Life.